# Superman II
Superman II és la segona pel·lícula del superheroi Superman, estrenada el 1980. Va ser dirigida per Richard Lester i protagonitzada per Christopher Reeve, Gene Hackman, Margot Kidder, Ned Beatty, Jackie Cooper, Terence Stamp i Sarah Douglas. Ha estat doblada al català.

## Argument
La pel·lícula comença amb Superman tractant de salvar Lois Lane a França, on uns terroristes han posat una bomba en un dels elevadors de la torre Eiffel. Superman, després de salvar Lois es porta l'elevador a l'espai. A l'llançar lluny, sense desitjar-ho, provoca que es trenqui la zona fantasma on estaven presoners els dolents de Krypton, liderats pel general Zod. Aquests, en ser alliberats, es dirigeixen a la Terra.
Mentrestant, Lex Luthor amb l'ajuda del seu sequaç Otis, es fuga de la presó i al costat de la seva amiga Eve Teschmacher arriben al Pol Nord, més exactament a la Fortalesa de la Solitud on obté dades sobre els tres vilans de Krypton, la qual cosa explica els senyals addicionals en el radar d'ones alfa que va crear per detectar a Superman.
Mentrestant, Lois i Clark són enviats a les Cascades del Niàgara. Quan un nen cau d'un mirador i Superman ho rescata, Lois adverteix que cada vegada que l'Home d'Acer apareix, Clark desapareix i tracta de fer caure a Superman, qui a l'habitació de l'hotel, després d'ensopegar i caure en una xemeneia sense cremar, li revela el seu secret.
Tots dos volen a la Fortalesa de la Soledat on Kal-El renúncia als seus poders causa del seu amor per Lois. Mentrestant, Zod i els seus sequaços han dominat la Terra i s'alien amb Lex Luthor per enfrontar-se a Superman. El general Zod, a l'assabentar-se que Superman és fill de Jor-El, buscarà venjar-se del seu carceller.
En adonar-se del que va passar, Superman torna a la Fortalesa on recupera els seus poders i torna a Metropolis on lluita amb Zod, Ursa i Non. Després fingir derrotat, els porta al pol on usa tecnologia kryptoniana per despullar-los dels seus poders i vèncer-los. Empresona Luthor i esborra la memòria de Lois Lane perquè no recordi la identitat de Clark Kent.

## Superman II, la versió de Richard Donner
En moltes entrevistes, Margot Kidder va afirmar que existia suficient metratge de Richard Donner per "Superman II" que podria fer-se una altra pel·lícula. Molts fans, aprofitant l'existència d'enregistraments mestres per exhibició a TV de "Superman II" distribuïdes en el món i que contenien escenes inèdites (entre elles, una de Superman volant a gran velocitat superant a un Concorde), van llançar un DVD restaurat anomenat " Superman II: Edició Internacional Restaurada ".
La distribució del film (a través de missatges privats en fòrums i per programes P2P) va causar malestar a Warner Bros, que van decidir recuperar el material de Donner amb l'ajuda de l'editor Michael Thau. Usant el guió de rodatge original de Richard Donner i Tom Mankiewickz, Thau va muntar el film usant escenes descartades en aquest ordre:
- El míssil que Superman va enviar a l'espai per alliberar els dolents de la Zona fantasma.
- Lois Lane llançant-de l'edifici del Daily Planet per intentar obligar Clark Kent a revelar la seva identitat (descartant la seqüència de les Cascades del Niagara).
- Més escenes de Lex Luthor (Gene Hackman) al costat de Otis (Ned Neatty) a la presó, a la Fortalesa de la Solitud i a la Casa Blanca al costat dels Tres Dolents de Krypton.
- Totes les escenes de Marlon Brando (incloses les que va fer al costat de Christopher Reeve) previ acord amb els seus hereus, com a part de l'ús de la imatge de l'actor a "Superman, el retorn".
- L'escena en que Lois enganya a Clark perquè reveli la seva identitat de Superman, disparant-li amb una pistola de fogueig. Com aquesta escena mai es va filmar, es van recuperar les proves de càmeres fetes per Christopher Reeve i Margot Kidder, la qual cosa explica el canvi en el pentinat de l'actor de manera constant.
- Un nou final, incorporant el final original del film, usat a "Superman: La Pel·lícula".

El DVD va ser llançat a l'octubre de 2006 de manera individual i com a part de "Superman: The Ultimate Collection", un conjunt de 14 discos en un estoig metàl·lic que reunia els cinc films al costat de extres inèdits.

## Actors, personatges i crèdits
| Actor             | Personatge            | Actor de doblatge    |
| ----------------- | --------------------- | -------------------- |
| Christopher Reeve | Clark Kent / Superman | Joan Carles Gustems  |
| Gene Hackman      | Lex Luthor            | Isidor Sola          |
| Ned Beatty        | Otis                  | Jaume Lleal          |
| Jackie Cooper     | Perry White           | Eduard Lluís Muntada |
| Margot Kidder     | Lois Lane             | Carme Alarcón        |
| Valerie Perrine   | Eve Teschmacher       | Roser Cavallé        |
| Marc McClure      | Jimmy Olsen           |                      |
| Terence Stamp     | General Zod           | Jaume Comas          |
| Sarah Douglas     | Ursa                  | Maifé Gil            |
| Jack O'Halloran   | Non                   |                      |
| Susannah York     | Lara                  | Maria Lluisa Solá    |
| Clifton James     | Sheriff               | Enric Serra Frediani |
| E. G. Marshall    | El President          | Domènech Farell      |